# 23204 Ардіткроні
23204 Ардіткроні (23204 Arditkroni) — астероїд головного поясу, відкритий 27 вересня 2000 року.
Тіссеранів параметр щодо Юпітера — 3,551.